# Jamie Ball
James „Jamie“ Ball (* 1. September 1979 in Pretoria) ist ein ehemaliger südafrikanischer Radrennfahrer.
Jamie Ball war als Radsportler von 2001 bis 2009 aktiv. 2005 gewann er drei Etappen der Tour d’Egypte. 2009 war sein erfolgreichstes Jahr, als er die Gesamtwertung der  UCI Africa Tour gewann, südafrikanischer Straßenmeister wurde und eine Etappe der Tropicale Amissa Bongo für sich entschied. Im Jahr darauf gewann er eine Etappe der Tour of the Philippines.

## Erfolge
2005
- drei Etappen Tour d’Egypte

2009
- eine Etappe Tropicale Amissa Bongo
- Südafrikanischer Meister – Straßenrennen
- Gesamtwertung UCI Africa Tour

2010
- eine Etappe Tour of the Philippines

## Teams
- 2001 IBM-Lotus
- 2002 Microsoft
- 2003 Team HSBC
- 2004 Team HSBC
- 2007 MTN-Microsoft
- 2008 House of Paint
- 2009 House of Paint
- 2010 Team DCM